# Молодогвардейская улица (Самара)
Молодогварде́йская у́лица — самая протяжённая из старых самарских улиц, пролегает в Самарском, Ленинском и Октябрьском районах городского округа Самара.
Начинается Молодогвардейским спуском к берегу реки Самары в районе улицы Комсомольской.
Пересекается Пионерской улицей, улицей Венцека, переулком Репина, Ленинградской улицей, улицей Высоцкого, Некрасовской улицей, улицей Льва Толстого, Красноармейской. Затем пролегает по площади Куйбышева и далее пересекается с Вилоновской, Ульяновской улицами, Студенческим переулком. Пролегает через площадь Славы, далее пересекается улицей Маяковского, Полевой, Первомайской улицами, и заканчивается улицей 
Невской.

## Этимология годонима
В начале XIX столетия улица называлась Сенной — по названию находившегося неподалёку Сенного рынка. После 1851 года, с преобразованием Самары в центр губернии, улицу переименовали в Соборную, так как она выходила на будущую Соборную площадь (ныне площадь Куйбышева). С приходом советской власти Самарский кафедральный собор был разрушен, а улица стала Кооперативной с 1923 года.
27 октября 1948 года к 30-летию ВЛКСМ улицу переименовали в Молодогвардейскую в память о «Молодой гвардии» — подпольной антифашистской организации, работавшей во время Великой Отечественной войны в городе Краснодоне.

## Транспорт
До 1917 года по Соборной улице проходила линия конки.
По Молодогвардейской улице проходит маршруты автобусов №:
24, 91

## Здания и сооружения

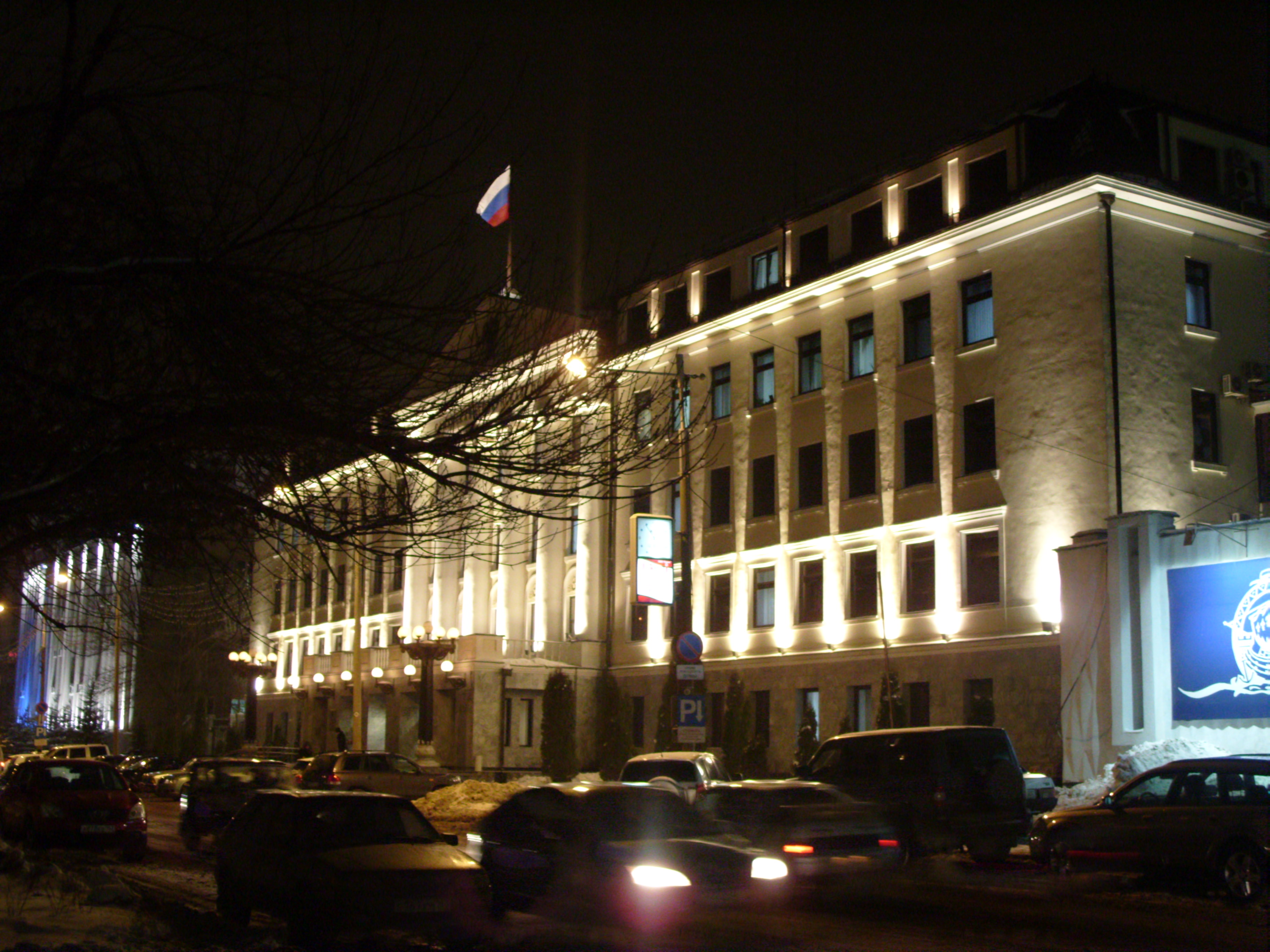
Здание Самарской губернской думы. Улица Молодогвардейская, 187

Кварталы до площади Куйбышева состоят в основном из построек предреволюционной поры. Затем облик улицы резко меняется. Яркий пример современного градостроительного решения представляет собой архитектурный комплекс на Молодогвардейской в районе цирка и дворца спорта. Вытянувшийся почти на целый квартал девятиэтажный жилой дом отступает от красной линии улицы, давая место тенистому скверу. Напротив него — широкий подъезд к Дворцу спорта и цирку.
Внимание многих прохожих, идущих по Молодогвардейской к улице Венцека, привлекает вставшее на их пересечении белое двухэтажное здание с большими арочными окнами, украшенное лепкой (Молодогвардейская, 36/61). Дом этот был построен в начале XX века по заказу купца Иванова архитектором Г. Мошковым как винный склад. Складские помещения находились в подвале и на первом этаже. На втором располагались контора и жилые комнаты.
С установлением в Самаре Советской власти большинство улиц города получили новые имена. Бывшая Соборная стала Кооперативной. Здесь, в кварталах, примыкающих к главной торговой улице Самары — Панской (Ленинградской), разместилось в 20-е годы немало предприятий кооперативной торговли.

### Чётная сторона
- № 8 — во время Великой Отечественной войны в этом доме жил советский разведчик В. Г. Фишер (псевдоним — Р. И. Абель)[5].
- № 34 — бывший дом Давыда Васильевича Кириллова, построен в 1890-е годы. Здесь находился ночлежный дом. В настоящее время дом занимает отделение полиции Самарского района г. Самары.
- № 52 — бывший дом Шишкина, построен в начале XX века, объект культурного наследия № 6300243000[6]
- № 60 — бывший дом Кириллова, построен в 1860—1870 годы, объект культурного наследия № 6300244000[7]
- № 64 — бывшее ремесленное училище.
- № 66 — в этом здании располагалась Куйбышевская студия кинохроники
- № 76—80 — бывший дом Гребежева построен в 1900-е годы, архитектор Фёдор Черноморченко. Объект культурного наследия местного значения № 6300248000[8]
- № 80 — Дом Телегиных. Объект культурного наследия местного значения № 6300248000[8]
- № 88 — бывший дом Суховского построен в конце XIX века. Объект культурного наследия местного значения № 6300249000[9]
- № 80 — Самарский государственный колледж, корпус № 1[10]
- № 90 — бывший дом Сурошникова построен в конце XIX века. Объект культурного наследия местного значения № 6300250000[11]
- № 94 — памятник архитектуры начала XX века «торговый дом», объект культурного наследия № 6300251000[12]
- № 98 (ул. Некрасовская, 55) — бывший доходный дом книготорговца С. А. Гринберга, памятник архитектуры местного значения[13], объект культурного наследия № 6300252000[14]
- № 108 литера А — Дом Горина[15]. памятник истории и культуры конца XIX в.
- № 126 — во время Великой Отечественной войны в этом здании находилось посольство Болгарии
- № 142 — отель
- № 144 — бывший дом Иванова. Двухэтажное кирпичное здание с мезонином, декорировано архитектурными элементами, имеет высокий подвал. Построено в в 1880—1890 гг., реставрировано в XXI веке. В доме размещаются отделение Почты Росии № 10, Музей почты.
- № 146 — страховая компания
- № 150 — бывший дом Филатова. Памятник архитектуры местного значения, построен в 1880—1890 годы. Объект культурного наследия № 6300261000[16]
- № 152 — бывший дом Долгашева. Памятник архитектуры местного значения, построен в 1880—1890 годы. Объект культурного наследия № 6300263000
- № 168—180 — «Европейский квартал», высотные жилые дома современной постройки; с магазинами на первых и цокольных этажах
- № 182 — двухэтажное современное здание, часть «Европейского квартала». Кафе, ресторан.
- № 194 — Самарский государственный архитектурно-строительный университет, старый корпус
- № 196 — Самарский государственный областной университет (Наяновой) (II корпус)
- № 202 — медицинские учреждения (поликлиника № 3 и др)
- № 204 — офисный центр «Бэл плаза» (строительство 12-этажного здания завершено в 2007 году)[17]
- № 210 — Правительство Самарской области («Белый дом») → бывшее здание «Куйбышевского областного исполнительного комитета Совета народных депутатов» (Куйбышевского облисполкома).
- № 220 — Самарский государственный цирк имени Олега Попова
- № 222 — Дворец спорта имени В. С. Высоцкого
- № 224 — Офис «Газпромбанка». Ранее в этом здании находился Дом быта «Горизонт», потом головной офис «Газбанка».
- № 232 — 6-этажный жилой дом 1980 года постройки. На первом этаже Самарский центр косметологии и пластической хирургии и другая коммерческая недвижимость.
- № 238 (Полевой спуск) — Дворец бракосочетаний («Теремок»). Годы постройки: 1973 (начало проектирования) — 1983 (завершение строительства), архитекторы: Алексей Герасимов, Ваган Каркарьян. Цветные витражи в интерьере выполнены художником В. Д. Герасимовым, настенные объёмные композиции — скульптором С. О. Карсляном[18]. Проект Дворца бракосочетаний получил диплом II степени на Всероссийском конкурсе лучших архитектурных произведений в 1984 году[19].
- № 244 — Самарский государственный технический университет

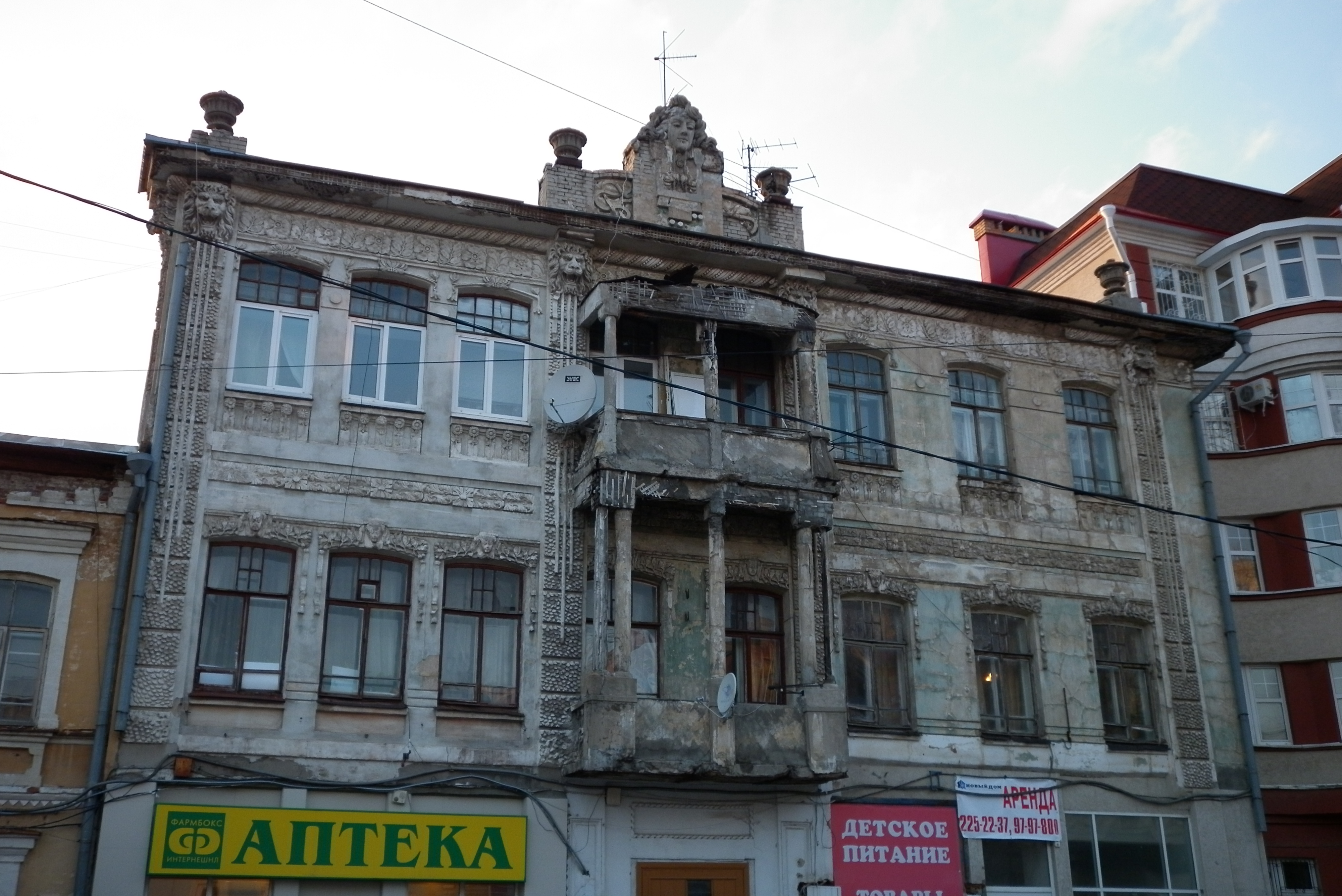
Дом Гринберга (по состоянию на март 2011 года).
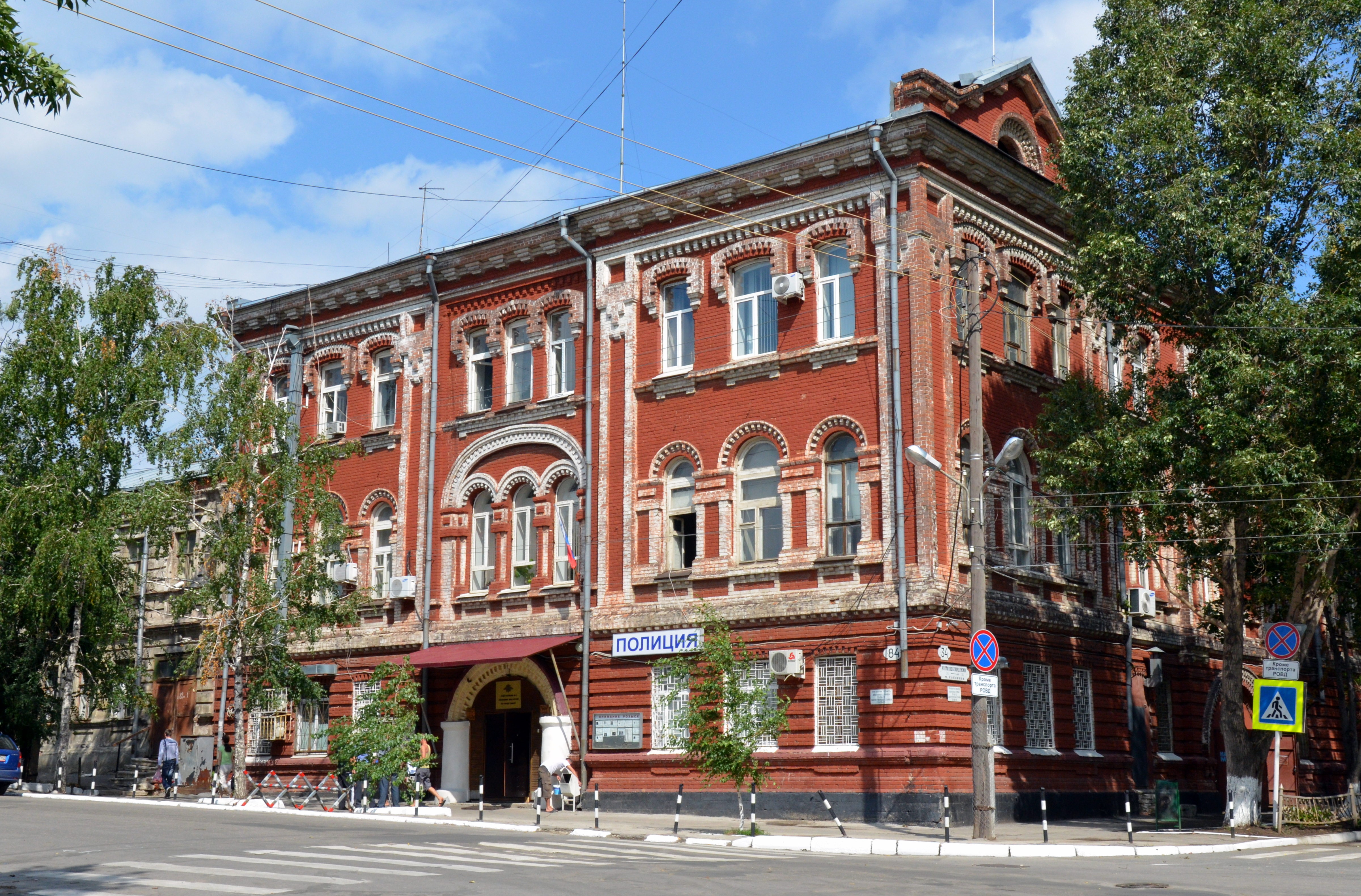
Дом Кириллова. Объект культурного наследия № 6300272000
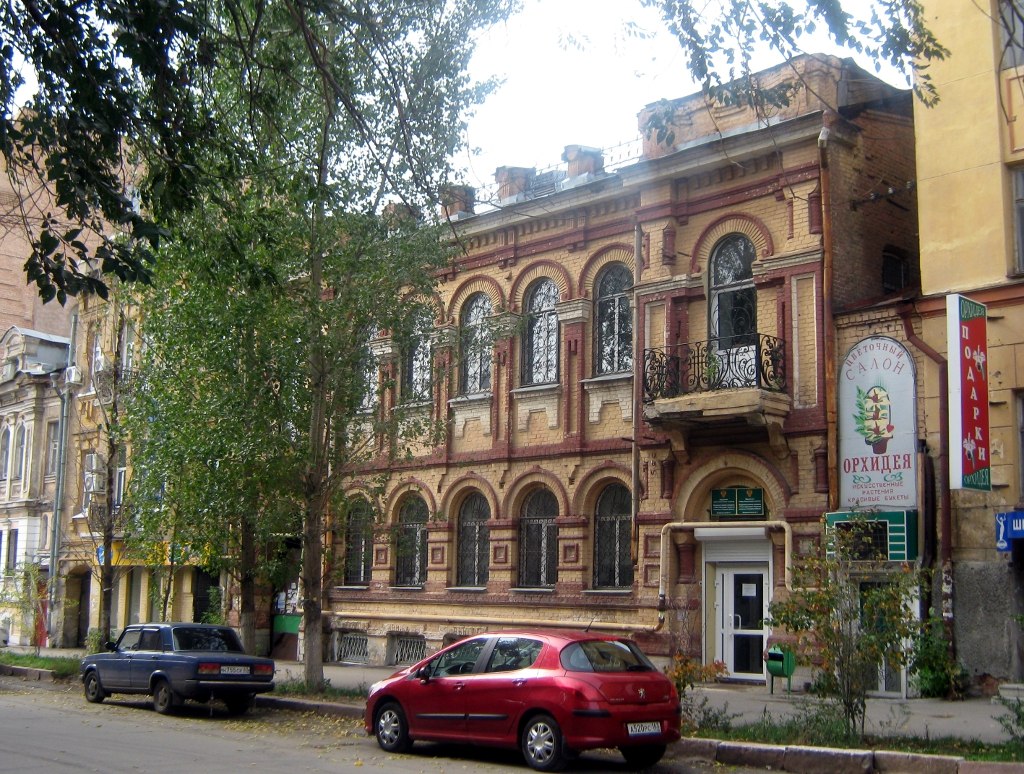
Дом Долгашева. Объект культурного наследия № 6300263000
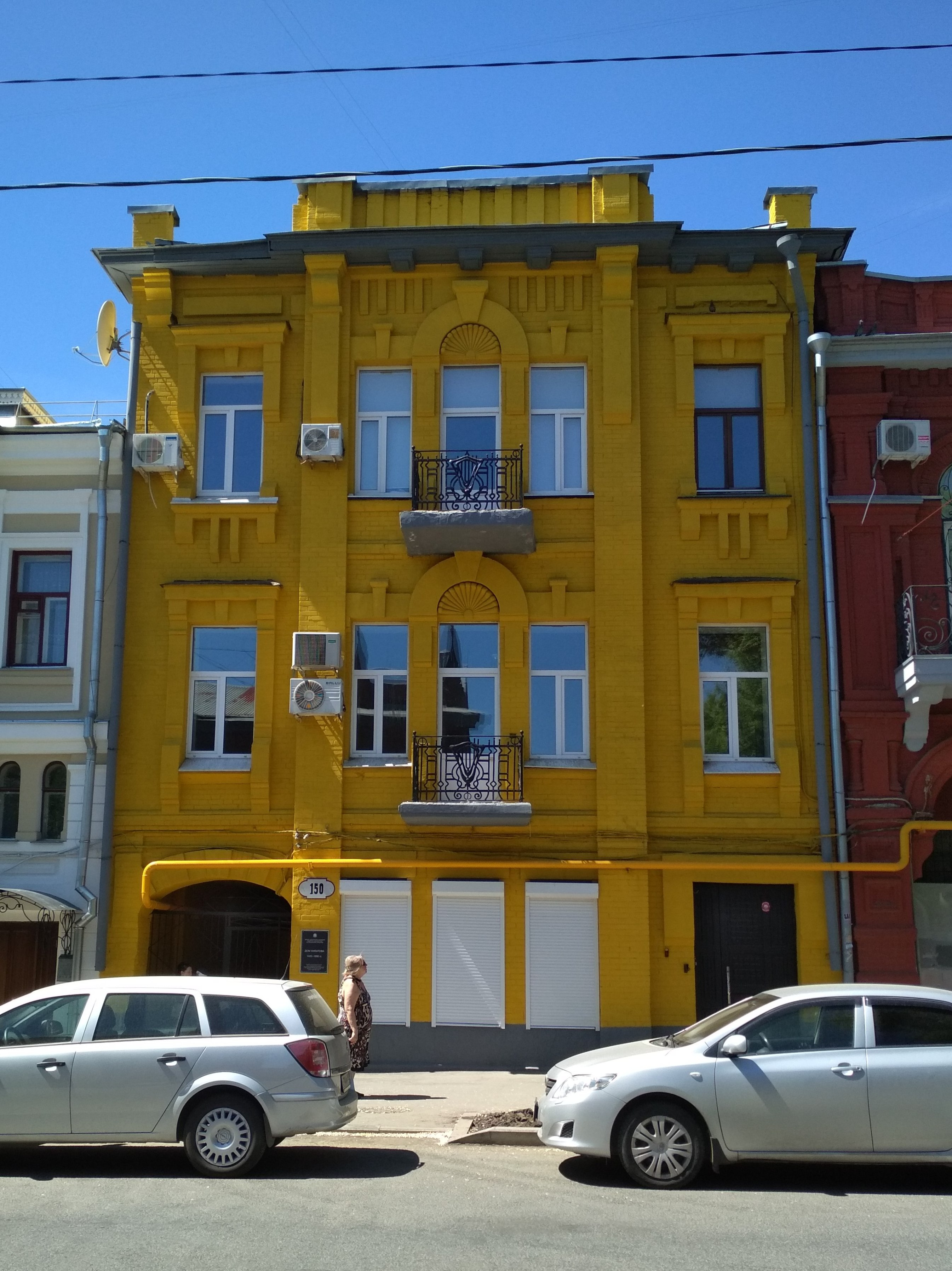
Дом Филатова. Объект культурного наследия № 6300261000

### Нечётная сторона
- № 33 (а также 33 с литерами) — различные офисы
- № 35 — Центральный государственный архив самарской области. Бывший дом купца Светова.
- № 39 (ул. Венцека, 61) — бывшее здание винного склада Иванова, построено в 1900 году, объект культурного наследия № 6300239000[20]
- № 41 (ул. Венцека, 52) — бывший дом Санина, построен в 1870—1890 годах. Объект культурного наследия № 6300240000[21]
- № 45 — жилое здание, построено в конце XIX века, объект культурного наследия № 6300241000[22]
- № 47 — бывший дом Головкина, памятник архитектуры местного значения, построен в конце XIX века, объект культурного наследия № 6300242000[23]
- № 55 — Профессиональный лицей № 10 кулинарного искусства, корпус № 2
- № 57 — торговый комплекс «Юность». Здание построено в 1914 году для Новотроицкого торгового корпуса. Позже значительно перестраивалось.
- № 59 — здание с богатой историей: дом построен в 1890-х годах для М. В. Каргиной по проекту архитектора А. А. Щербачёва. Здание выложено из красного кирпича в русском стиле. В нём размещались гостиница Щадриной, меблированные номера М. А. Чаковского. В советское время здесь находилась редакция газеты «Волжская коммуна», а во время Великой Отечественной войны сюда эвакуировалась редакция газеты «Правда». Позже здание занял Самарский государственный издательско-полиграфический техникум[24] Сейчас в здании находится Самарский государственный колледж, корпус № 5[25].
- № 67 — бывший дом Щетинкина, построен в 1910 году. Памятник архитектуры местного значения, объект культурного наследия № 6300245000[26]
- № 69 — дом в стиле «модерн» построен в начале XX века по проекту архитектора Дмитрия Александровича Вернера. Объект культурного наследия № 6300246000[27]
- № 71 —  Усадьба Зарубаловых. Памятник архитектуры конца XIX в.
- № 95 — Дом Тычининой-Кудрявцевой. Памятник истории и культуры конец XIX в.
- № 119 — бывший дом Васильева. Год постройки 1890. Памятник архитектуры местного значения, объект культурного наследия № 6300253000.[28] В этом здании во время Великой Отечественной войны находилась миссия Норвегии в СССР.
- № 121 — бывший дом Основнина, памятник архитектуры местного значения (построен в 1890 году), объект культурного наследия № 6300254000.
- № 123 — бывший дом Плошкина, памятник архитектуры местного значения (построен в конце XIX века), объект культурного наследия № 6300255000[29]
- № 125 — 9-этажный кирпичный дом постройки советского периода, на первом этаже магазины
- № 151 — корпус № 1 Самарского государственного аэрокосмического университета. Это здание было построено в 1912 году по проекту архитектора А. А. Щербачёва для Духовного училища.
- № 187 — Самарская Губернская Дума[30]
- № 209 — Выставочный зал Союза художников, другие организации
- № 223 — Центральное агентство воздушных сообщений — Самара (авиакассы, офис)[31]
- № 225 — офисы, в том числе Департамент общественных и внешних связей Администрации городского округа Самара[32]

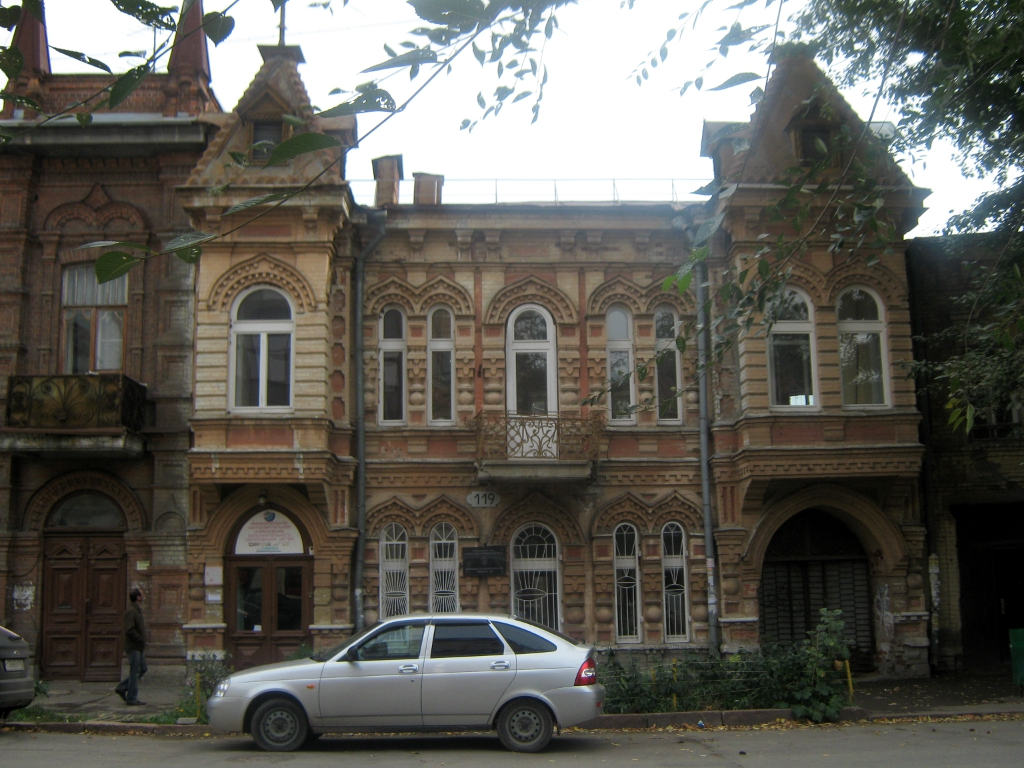
Дом Васильева. Объект культурного наследия № 6300253000.
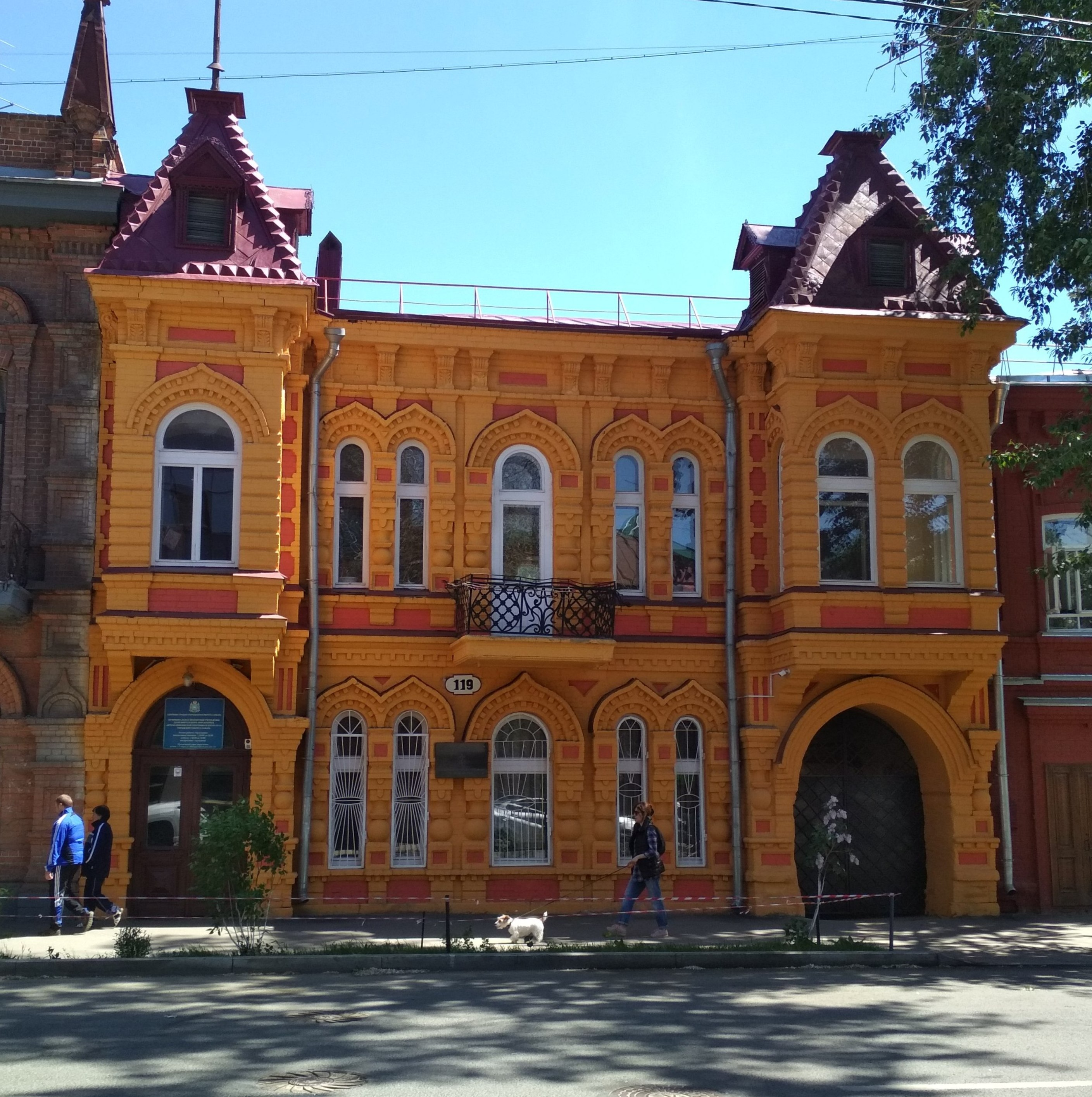
Дом Васильева. Объект культурного наследия № 6300253000. Состояние на май 2018 года.
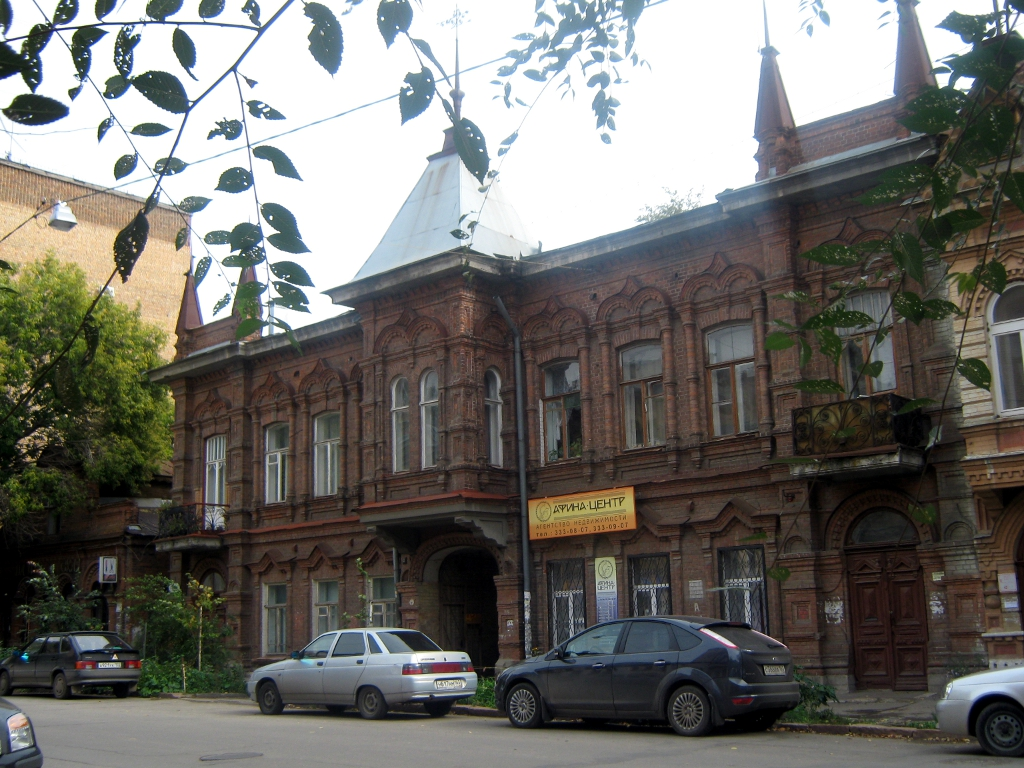
Дом Основнина. Объект культурного наследия № 6300254000
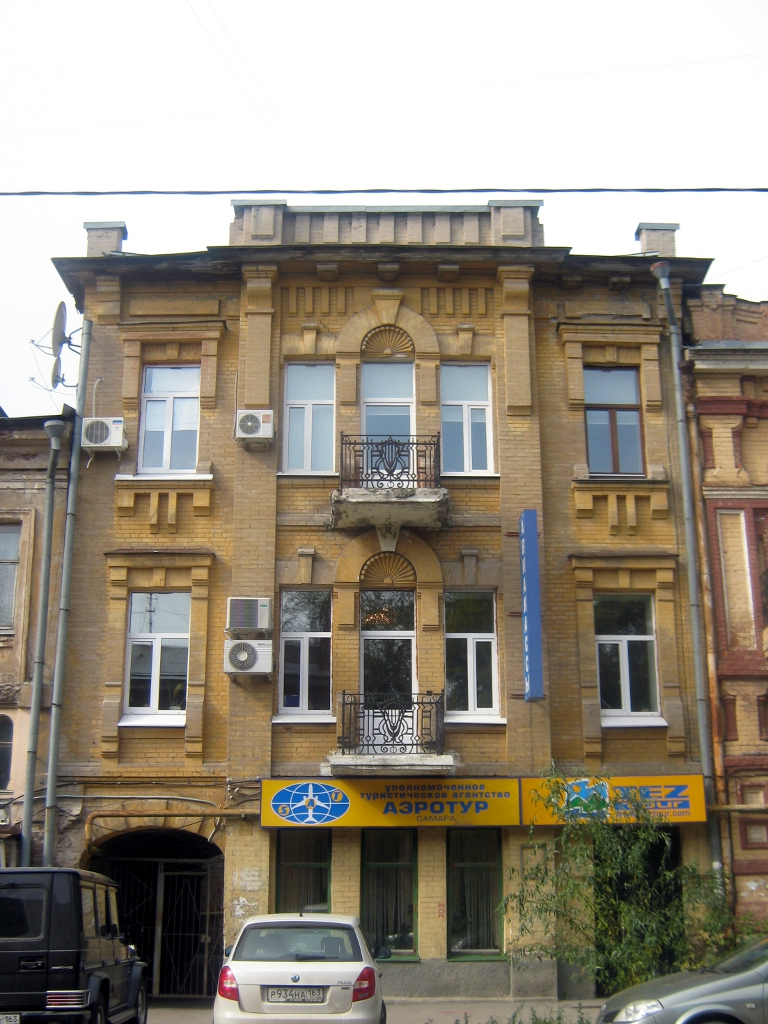
Дом Филатова. Объект культурного наследия № 6300261000

## Памятники

Памятник В. Высоцкому

- Памятник Владимиру Высоцкому (около Самарского Дворца спорта, д. № 222)
- Мемориальная композиция посвящённая Валерию Грушину (д. № 151)

## Почтовые индексы
443006: № 210 

443100: чётные дома № 216—244, нечётные дома № 187—225 

443099: нечётные дома № 1—65, чётные дома № 2—98 

443010: чётные дома № 102—192, нечётные дома № 67—123 

443001: чётные дома № 194—204, нечётные дома № 131—167